# Stactobia vaillanti
Stactobia vaillanti är en nattsländeart som beskrevs av Schmid 1959. Stactobia vaillanti ingår i släktet Stactobia och familjen smånattsländor. Inga underarter finns listade i Catalogue of Life.